# 木村茂光
木村 茂光(きむら しげみつ、1946年7月22日 - )は、日本の歴史学者。専門は、日本中世史、中世の農民社会。東京学芸大学名誉教授、元帝京大学文学部教授。元日本学術会議第一部副部長。学位は、博士（文学）。日本歴史学協会委員長。

## 人物・経歴
北海道虻田郡洞爺村（現洞爺湖町）出身。1970年、東京都立大学 (1949-2011)人文学部卒業、1978年大阪市立大学大学院文学研究科博士課程単位取得退学。1993年「日本古代・中世畠作史の研究」で大阪市立大学博士（文学）。
1980年東京学芸大学教育学部講師に着任。同助教授を経て、1994年東京学芸大学教育学部教授、2000年から2004年まで東京学芸大学附属竹早中学校校長。2012年定年退職、帝京大学文学部史学科教授。
「九条科学者の会」呼びかけ人の一人。

## 著書

### 単著
- 『日本古代・中世畠作史の研究』校倉書房、1992
- 『ハタケと日本人 もう一つの農耕文化』中公新書、1996
- 『「国風文化」の時代』青木書店、1997 
  - 吉川弘文館・読みなおす日本史、2024　ISBN 9784642075336。補論「国風文化」研究の前進のために、
- 『中世の民衆生活史』青木書店、2000
- 『日本初期中世社会の研究』校倉書房、2006
- 『日本中世の歴史  中世社会の成り立ち』吉川弘文館 2009　ISBN 9784642064019
- 『初期鎌倉政権の政治史』同成社中世史選書 2011
- 『戦後日本中世史研究と向き合う』青木書店 2012
- 『日本中世百姓成立史論』吉川弘文館、2014　ISBN 9784642029193
- 『頼朝と街道　鎌倉政権の東国支配』吉川弘文館・歴史文化ライブラリー、2016　ISBN 9784642058353
- 『平将門の乱を読み解く』吉川弘文館・歴史文化ライブラリー、2019　ISBN 9784642058896
- 『歴史と文学の王朝時代史-古典に時代を読む』吉川弘文館 2024　ISBN　9784642029919

### 編著
- 『絵で読む日本の歴史 2 貴族と民衆 飛鳥～平安』加藤文三共編 大月書店 1989
- 『シグマベスト 人物で知ろう!日本の歴史』編著 文英堂 1991
- 『平安京くらしと風景』（東京堂出版、1994年）
- 『教養の日本史』（東京大学出版会、1995年）
- 『史料と遺跡が語る中世の東京』峰岸純夫共編（新日本出版社、1996年）
- 『教員になる人のための日本史』青木美智男共編（新人物往来社、1998年）
- 『展望日本歴史8　荘園公領制』井原今朝男共編（東京堂出版、2000年）
- 『雑穀 畑作農耕論の地平』編 青木書店 「もの」から見る日本史 2003
- 『街道の日本史　奈良と伊勢街道』吉井敏幸共編（吉川弘文館、2005年）
- 『雑穀 2(粉食文化論の可能性)』編 青木書店 「もの」から見る日本史 2006
- 『日本中世の権力と地域社会』（吉川弘文館、2007年）ISBN　9784642028660
- 『日本農業史』編 吉川弘文館 2010　ISBN　9784642080460
- 『歴史から読む『土佐日記』』編 東京堂出版 2010
- 『新編史料でたどる日本史事典』樋口州男共編 東京堂出版 2012
- 『日本生活史辞典』安田常雄・白川部達夫・宮瀧交二共編 吉川弘文館 2016　ISBN　9784642014762
- 『大学でまなぶ日本の歴史』小山俊樹・戸部良一・深谷幸治共編 吉川弘文館 2016　ISBN　9784642008310
- 『モノのはじまりを知る事典-生活用品と暮らしの歴史』安田常雄・白川部達夫・宮瀧交二共編 吉川弘文館 2016　ISBN　9784642083683
- 『荘園研究の論点と展望-中世史を学ぶ人のために』鎌倉佐保・高木徳郎共編 吉川弘文館 2022　ISBN　9784642029780